# Acreichthys tomentosus

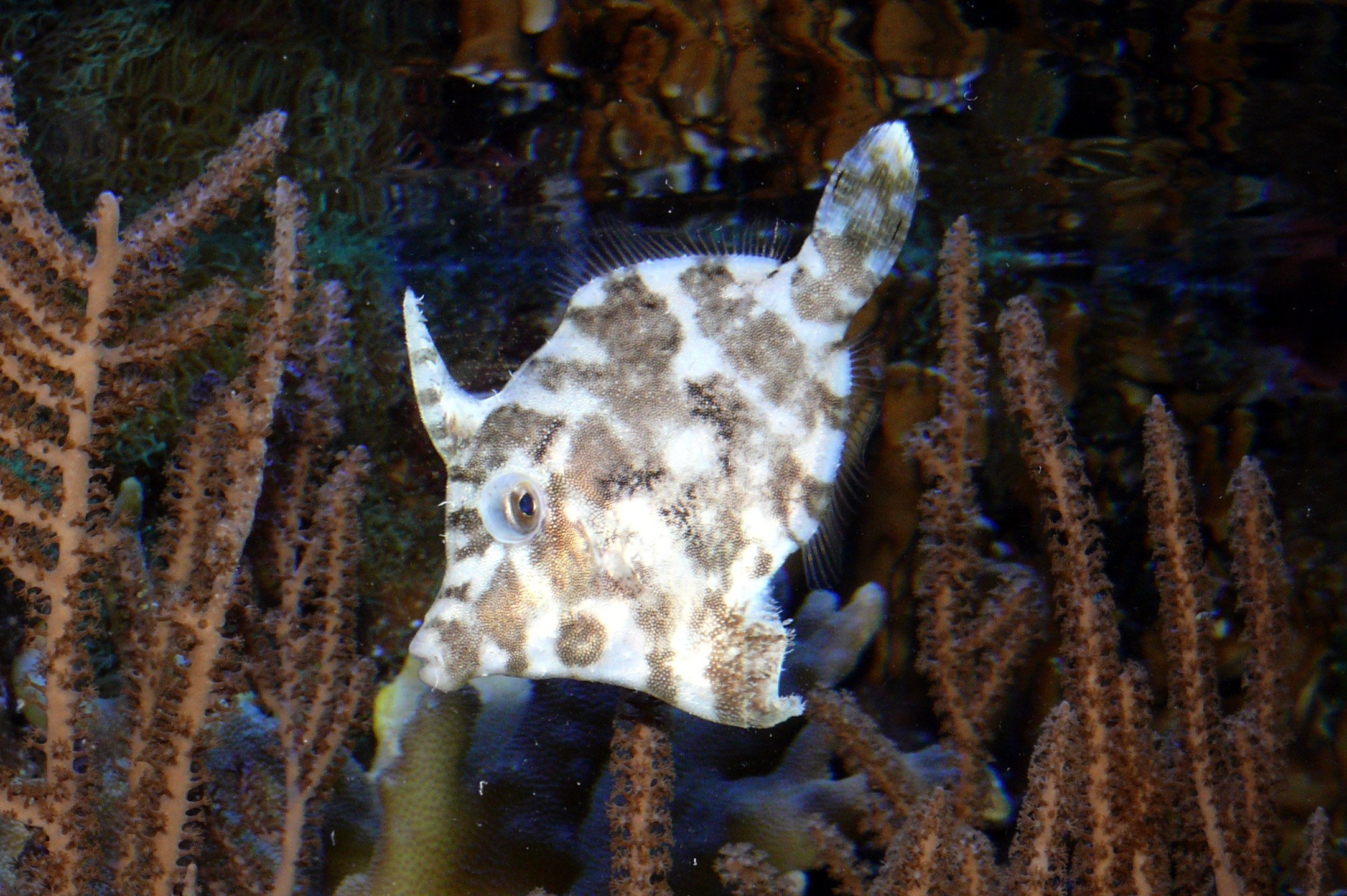

Acreichthys tomentosus es una especie de peces de la familia Monacanthidae en el orden de los Tetraodontiformes.

## Descripción
Pueden llegar alcanzar los 12 cm de longitud total.

## Ecología

### Reproducción
Es ovíparo.

### Alimentación
Come anfípodos, poliquetos y moluscos.  

## Hábitat y distribución geográfica
Es un pez de mar de clima tropical y asociado a los  arrecifes de coral que vive entre 2-15 m  de profundidad
Se encuentra desde el África Oriental hasta Fiyi, las Islas Ryukyu, Nueva Gales del Sur (Australia) y Tonga. 

## Relación con el ser humano
Muy utilizado en acuariofilia marina para erradicar las plagas de Aiptasia, pequeña anémona que viaja oculta entre los corales o macroalgas, y se reproduce con rapidez, incluso a partir de una minúscula porción de su cuerpo.